# Mississauga—Erindale (circonscription provinciale)
Circonscription électorale provinciale du Canada
Mississauga—Erindale est une ancienne circonscription provinciale de l'Ontario représentée à l'Assemblée législative de l'Ontario de 2007 à 2018.

## Historique
| Législature                                                                           | Années    | Député | Député          | Parti   |
| ------------------------------------------------------------------------------------- | --------- | ------ | --------------- | ------- |
| Mississauga—Erindale Circonscription issue de Mississauga-Centre et Mississauga-Ouest |           |        |                 |         |
| 39e                                                                                   | 2007-2011 |        | Harinder Takhar | Libéral |
| 40e                                                                                   | 2011-2014 |        | Harinder Takhar | Libéral |
| 41e                                                                                   | 2014-2018 |        | Harinder Takhar | Libéral |

## Circonscription fédérale
Depuis les élections provinciales ontariennes du 4 octobre 2007, l'ensemble des circonscriptions provinciales et des circonscriptions fédérales sont identiques.